# Wilmington (Massachusetts)
Wilmington – miasto w Stanach Zjednoczonych, w stanie Massachusetts, w hrabstwie Middlesex.